# Louis Leo Snyder
Louis Leo Snyder (* 4. Juli 1907 in Annapolis, Maryland; † 25. November 1993 in Princeton, New Jersey) war ein US-amerikanischer Historiker und Hochschullehrer, der als einer der ersten den Aufstieg Adolf Hitlers beschrieb und in den weiteren Konsequenzen vorhersah.

## Leben
Snyder absolvierte 1928 das St John’s College in seiner Heimatstadt und studierte ab 1929 als Stipendiat der Alexander von Humboldt-Stiftung an der Universität Frankfurt am Main, wo er 1931 mit seiner Dissertation Die persönlichen und politischen Beziehungen Bismarcks zu den Amerikanern zum Dr. phil. promoviert wurde. 1932 veröffentlichte er in New York unter dem Pseudonym Nordicus eine Analyse über Hitlers Aufstieg und Zukunft, mit der er die Machtübernahme der Nationalsozialisten vorhersah. In den USA arbeitete er zunächst an der Columbia-Universität in New York City, wechselte 1933 an das City College of New York, wo er 1953 eine ordentliche Professur erhielt und bis zu seinem Ruhestand 1977 lehrte. Er verstarb an seinem Alterswohnsitz in Princeton.

## Auszeichnungen
- Anisfield-Wolf Book Award (1974) für The Dreyfus Case: A Documentary History

## Schriften
- Die persönlichen und politischen Beziehungen Bismarcks zu Amerikanern. Druckerei d. Stud. Wirtschaftshilfe, Darmstadt 1932, zugleich: Dissertation, Universität Frankfurt am Main, 1931.
- Nordicus: Hitlerism, the Iron Fist in Germany. The Mohawk Press, New York 1932.
- From Bismarck to Hitler. The background of modern German nationalism. The Bayard Press, Williamsport, Pennsylvania 1935.
- Louis L. Snyder (Hrsg.): Handbook of Civilian Protection. McGraw-Hill, New York 1942.
- Louis L. Snyder und Richard B. Morris (Hrsg.): A treasury of great reporting. „Literature under pressure“ from the sixteenth century to our own time. Simon and Schuster, New York 1949.
- German nationalism. The tragedy of a People. Extremism contra liberalism in modern German history. Stackpole Co., Harrisburg, Pennsylvania 1952.
- The meaning of nationalism. Greenwood, Westport, Connecticut 1954.
- The age of reason. Van Nostrand, Princeton, New Jersey 1955.
- Fifty major documents of the Twentieth century. Van Nostrand, Princeton, N.J. 1955.
- Fifty Major Documents of the Nineteenth Century. Van Nostrand, Princeton, N.J. 1955.
- The world in the twentieth century. Van Nostrand, New York 1955.
- Basic History of Modern Germany. Van Nostrand, Princeton, N.J. 1957.
- Documents of German History. Rutgers University Press, New Brunswick, New Jersey 1958.
- The First Book of World War II
- The war. A concise history, 1939-1945. Simon and Schuster, New York 1960.
- Hitler and Nazism. Franklin Watts, Inc., New York 1961.
- The idea of racialism. Its meaning and history. Van Nostrand, Princeton, N.J. 1962.
- The Imperialism Reader. Documents and Readings on Modern Expansionism. Van Nostrand, Princeton, N.J. 1962.
- The Weimar Republic. A history of Germany from Ebert to Hitler. Van Nostrand, New York, Cincinnati und London 1966.
- mit Ida Mae Brown: Bismarck and German unification. F. Watts, New York 1966.
- The Blood and Iron Chancellor. A Documentary-Biography of Otto Von Bismarck. Van Nostrand, Princeton, N.J. und Toronto 1967
- The new nationalism. Cornell University Press, Ithaca, N.Y. 1968.
- The Dreyfus case. A documentary history. Rutgers University Press, New Brunswick, N.J. 1973.
- Encyclopedia of the Third Reich. McGraw-Hill, New York 1976.
- Varieties of nationalism. A comparative study. Dryden Press, Hinsdale, Illinois 1976.
- als Herausgeber: Historic documents of World War I. Greenwood Press, Westport, Conn. 1977.
- Roots of German Nationalism. Indiana University Press, Bloomington, Indiana 1978.
- Hitler’s Third Reich. A documentary history. Nelson-Hall, Chicago 1981.
- Louis L. Snyder's Historical guide to World War II. Greenwood Press, Westport, Conn. 1982.
- Global mini-nationalisms. Autonomy or independence. Greenwood Press, Westport, Conn. 1982.
- Macro-nationalisms. A history of the pan-movements. Greenwood Press, Westport, Conn. 1984.
- National Socialist Germany. Twelve years that shook the world. Krieger, Malabor, Florida 1984.
- Blood and iron chancellor. A documentary-biography of Otto von Bismarck. R.E. Krieger Pub. Co., Malabar, Fla. 1985.
- The Third Reich, 1933-1945. A bibliographical guide to German national socialism. Garland Pub., New York 1987.
- Hitler’s Elite. Biographical Sketches of Nazis who Shaped the Third Reich. Hippocrene Books, New York 1989.
- Encyclopedia of nationalism. Paragon House, New York 1990.
- Hitler’s German enemies. Portraits of heroes who fought the Nazis. Berkley, New York 1992, 1990.
- Contemporary nationalisms. Persistence in case studies. Krieger Pub. Co., Malabar, Fl. 1992.